# Unicorn (гурт)
Unicorn (кор.: хангиль: 유니콘) колишній K-pop гурт з чотирьох учасниць, продюсований відомою R&B-співачкою Кім Джо Хан під керівництвом Show Brothers Entertainment. Гурт дебютував 3 вересня 2015 року.

## Назва
За словами Кім, «назва вказує на мету гурту зцілювати людей музикою, подібно до того, як кажуть, що ріг єдиноріга має лікувальну силу».

## Історія

### До дебюту
У 2013 році Румі дебютувала як учасниця жіночого гурту Purplay під ім'ям Сольха.

### 2015: дебют зOnce Upon a Time
Unicorn вперше був представлений публіці в серпні 2015 року через веб-мінісеріал Naver TV Cast I Am a Girl Group, п'ятисерійний ситком, який «обертається навколо різних тем, що стосуються K-pop ідолів, таких як побачення та дієти». 3 вересня гурт випустив свій дебютний мініальбом під назвою Unicorn 'Once Upon a Time' . Того ж дня вийшов кліп на заголовний трек альбому «Huk».

### 2016: відхід Вінні, нове агентство та «Blink Blink»
Десь у 2016 році Вінні покинула гурт через проблеми зі здоров'ям. Після відходу Вінні Unicorn перейшов в інше агентство «Cartoon Blue Company».
26 липня 2016 року вони випустили тизер свого синглу під назвою «Blink Blink». Через день вони випустили повне музичне відео та свій другий мініальбом Unicorn Plus / The Brand New Label.

### 2017: Розформування
5 вересня 2017 року Румі написала у своєму Instagram, що група розпалася, сказавши:
|  | Я Румі з UNICORN. Цього вересня ми перестали бути ЄДИНОРОГАМИ. Думаю, [я] розчарую фанатів, які [підтримували] нас. Нам дуже шкода, але любов і підтримка, яку ми отримали від вас, зробили нас дуже щасливими та додали нам сили. Велике спасибі. У майбутньому ми п’ятеро продовжуватимемо докладати всіх зусиль і наполегливо працювати в наших індивідуальних заходах, тому було б чудово, якби ви й надалі підтримували нас. Боляче давати цю інформацію, але це не означає кінець! Ми віримо, що настане день, коли ми знову зустрінемося. МИ ВАС УСІХ ЛЮБИМО! |

## Дискографія

### Мініальбоми
| Назва                             | Деталі альбому | Пікові позиції у чартах | Продажі                |
| Назва                             | Деталі альбому | KOR                     | Продажі                |
| --------------------------------- | --- | ----------------------- | ---------------------- |
| Once Upon a Time                  | - Реліз: 1 вересня 2015 - Лейбл: Show Brothers Entertainment, FunFactory7, LOEN Entertainment - Формат: CD, цифрове завантаження Трек-лист 1. «Intro» 2. «Huk (헉)» 3. «I Can't Take It (못참겠어)» 4. «Step by Step»                   | 21                      | - Південна Корея: 736+ |
| Unicorn Plus_ The Brand New Label | - Реліз: 28 липня 2016 - Лейбл: Cartoon Blue Company, Krazy Tribe, LOEN Entertainment - Формат: CD, цифрове завантаження Трек-лист 1. «Unicorn Intro» 2. «Blink Blink» 3. «Sun Shower» 4. «I Need You Tonight» 5. «Blink Blink» (Inst.) | 45                      | - Південна Корея: 355+ |

### Сингли
| Назва         | Рік  | Пікові позиції у чартах | Продажі                  | Альбом                             |
| Назва         | Рік  | KOR                     | Продажі                  | Альбом                             |
| ------------- | ---- | ----------------------- | ------------------------ | ---------------------------------- |
| «Huk» (헉)    | 2015 | —                       | - Південна Корея: 3,456+ | Once Upon a Time                   |
| «Blink Blink» | 2016 | —                       | - Південна Корея:        | UNICORN PLUS / THE BRAND NEW LABEL |

## Фільмографія
| Рік  | Назва             | Мережа  | Учасниці | Нотатки               |
| ---- | ----------------- | ------- | -------- | --------------------- |
| 2014 | I Am a Girl Group | NaverTV | Всі      | Комедійній мінісеріал |

## Відеографія
| Рік  | Назва       | Нотатки       |
| ---- | ----------- | ------------- |
| 2015 | HUK (헉)    | Музичне відео |
| 2015 | HUK (헉)    | Dance Ver.    |
| 2016 | Blink Blink | Music Video   |
| 2016 | Blink Blink | Dance Ver.    |